# Малый Алаверди
Малый Алаверди́, или Церковь Воздвижения Креста Господня (груз. პატარა ალავერდის ეკლესია, азерб. Allahverdi Kiçik kilsə) — храм во имя Воздвижения Креста Господня в Кахской и Курмухской епархии Грузинской православной церкви в городе Гах, в Гахском районе Азербайджана.

## История
Современная крестово-купольная церковь Воздвижения Креста Господня в городе Гах была построена на средства прихожан и добровольных жертвователей в 1888 году на фундаменте существовавшей здесь ранее базилики XIII века.  До событий октября 1917 года храм был приходской церковью местной православной общины грузин-ингилойцев. Затем был закрыт, как и все храмы Грузинской православной церкви на территории бывшей исторической области Эретия. На 2017 год официальные власти Азербайджанской Республики всё ещё не передали храм местной православной общине грузин-ингилойцев.
Название «Малый Алаверди» церковь получила в честь собора Святого Георгия в монастырском комплексе Алаверди в Кахетии — исторической области на востоке Грузии. Ежегодно 14 сентября (по юлианскому календарю) в престольный праздник храма здесь проводилась своя «алавердоба», по аналогии с традицией, существующей в Кахетии.